# الدوري البرازيلي الدرجة الأولى 1969
الدوري البرازيلي الدرجة الأولى 1969 هو الموسم 3 من  الدوري البرازيلي الدرجة الأولى. أقيم خلال الفترة 6 سبتمبر 1969 وحتى 7 ديسمبر 1969، وأشرف على تنظيمه Brazilian Sports Confederation ‏، وكان عدد الأندية المشاركة فيه  17، وفاز فيه نادي بالميراس.